# Biyi Bandele
Biyi Bandele-Thomas (Kafanchan, 13 ottobre 1967 – Lagos, 7 agosto 2022) è stato uno scrittore, drammaturgo e regista nigeriano.

## Biografia
Autore versatile e prolifico, Biyi Bandele-Thomas scrisse per il teatro, la televisione e la radio. Nel 1997 adattò per il teatro il romanzo Things Fall Apart dello scrittore nigeriano Chinua Achebe. Si affermò come una delle voci più importanti della scena post-coloniale.
Nel 2013 debuttò come regista cinematografico con il film Half of a Yellow Sun.

## Romanzi tradotti in italiano
- 2007 – Nudo al mercato, Gorée edizioni
- 2008 – Ali Banana e la guerra, Bompiani

## Filmografia

### Cinema
- Half of a Yellow Sun –  2013
- Fifty – 2015
- Elesin Oba, The King's Horseman – Ebonylife TV Netflix cop-production, feature film, 2022

### Televisione
- Shuga – television series, Season 3 (Shuga Naija), 2013
- Blood Sisters – Netflix Nigerian Original series, 2022

## Riconoscimenti
- 1989 – International Student Playscript Competition   Rain
- 1994 – London New Play Festival   Two Horsemen
- 1995 – Wingate Scholarship Award
- 1998 – Peggy Ramsay Award
- 2000 – 2000 EMMA (BT Ethnic and Multicultural Media Award) for Best Play   Oroonoko